# راینر اشمیت (ورزشکار)
راینر اشمیت (انگلیسی: Rainer Schmidt؛  – ) اسکی‌باز پرش اهل آلمان بود.
وی در مسابقات کشوری و بین‌المللی در مجموع برندهٔ ۱ مدال نقره، ۱ مدال برنز شده‌است.